# ونتنک ان مینرویس
ونتنک ان مینرویس (به فرانسوی: Ventenac-en-Minervois) یک کامین در فرانسه است که در Canton of Ginestas واقع شده‌است.

## خصوصیات
ونتنک ان مینرویس ۶٫۲۰ کیلومترمربع مساحت و ۵۱۲ نفر جمعیت دارد و ۳۲ متر بالاتر از سطح دریا واقع شده‌است.